# Guadalix de la Sierra
Guadalix de la Sierra è un comune spagnolo di 3 533 abitanti situato nella comunità autonoma di Madrid.